# Antropodermisk bibliopegi
Antropodermisk bibliopegi handlar om böcker bundna i människohud. 
Böcker som är inbundna i människohud är inte okända i bokhistorien. Det brukar i huvudsak handla om medicinska verk från 1700- och 1800-talet.
Exempel på böcker:
- En bok av 1600-talsdiktaren John Miltons poesi var inbunden i människohud. Exemplaret är från 1852.[2]

- John Hay Library på Brown University har en unik exemplar av boken De humani corporis fabrica libri septem av Andreas Vesalius som är bundna i människohud.

- Ett exemplar av  Dale Carnegie's bok  "Lincoln the Unknown." Var inbunden med en svart mans hud från 1932.[3]

## Filmer
I filmer förekommer fiktiva böcker bundna i människohud.
Exempel på filmer:
- The Pillow Book

- The Evil Dead-serien